# 極楽同盟
『極楽同盟』（ごくらくどうめい）は、絵夢羅の連載漫画作品。漫画雑誌「花とゆめ」（白泉社）にて2004年の21号から連載開始。コミックス全4巻。

## あらすじ
鳳 ほまれの父親は借金を作り蒸発、母親はその借金を返そうと無理を押して働いた結果、意識不明の重体の状態が続いている。実家の旅館、「極楽荘」を活気ある旅館に立てなおそうと奮闘するほまれの前に、幼馴染の幸坂 吉平と、初恋の相手高科 音哉が現れ、旅館で働くことになった。

## 登場人物
鳳 ほまれ（おおとり ほまれ）
中学まで陸上部に所属していたほまれは、走っている車に走って追いつくほどの俊足の持ち主。借金を残して蒸発した父と、意識不明の母を持つ。借金の取立てが旅館に現れたため評判は地に落ちたが、母が目覚めるまでに元の様な旅館に戻そうと奮闘している。
中学インターハイ出場をかけた決勝戦を前に足を痛め、そのときにテーピングを巻いてくれた高科は、初恋の相手。
高科 音哉（たかしな おとや）
極楽荘に客として宿泊し職を探していたが、ほまれの勧めによって極楽荘で働くことになった。陸上推薦で高校入学が決まっていたものの直前に交通事故に合い、推薦を取り消された。施設育ちで、その施設も閉鎖されることになり住むところがないため、住み込みの仕事を探していた。
動物を意のままに操る、超人的能力を持つ。
幸坂 吉平（こうさか きっぺい）
ほまれの幼馴染。昔は女の子のように可愛かったが、現在は黒髪をアッシュイエローにしている。愛人だった母親の死後、父親からお金を渡され絶縁関係となり、極楽荘で住み込みで働くこととなった。
生駒 至（いこま いたる）
ほまれの従姉妹のサキ姉の知り合い。無口なところがあり、修行として極楽荘で働くこととなった。特技はアイスピックを使った動き。何本も持っており、アイスピックを投げてほまれを助けたこともある。外見に似合わず力持ちで、来紗にちょっかいをかけようとした吉平をテーブルで伸したこともある。
モデル時代に来紗に仕事を譲ったことで来紗から恨まれていた。
小宮 来紗（こみや らいざ）
モデル。本名、桐生来紗。子供のから始めていた仕事の影響で名門高校の受験に失敗したため桐生の名を名乗れない。ほまれたちのと同じ高校に入学したが、名門校に入れなかったことで父親に疎まれている。ほまれたちと父親のところに乗り込んだとき、情けない父の姿を見て桐生家の名を捨てた。至を恨んでおり、再開した至を教室のドアで攻撃するほどの力持ち。